# Mont Aigu
Le mont Aigu, situé dans le massif du Tanargue et le département de l'Ardèche, culmine à 1 316 mètres d'altitude. Il se trouve à l'aplomb sud du bourg principal de La Souche.

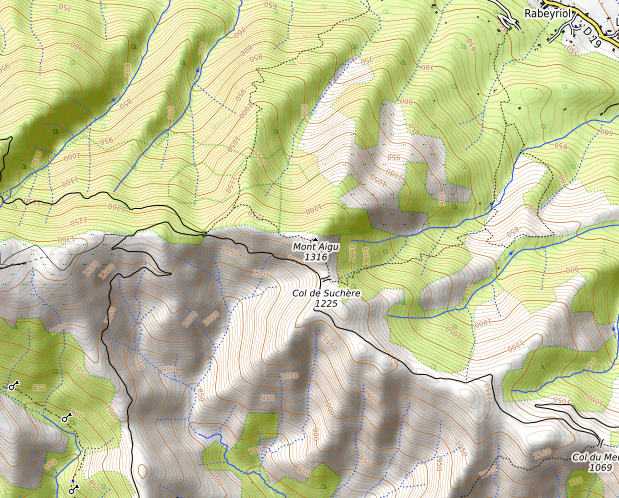
Carte topographique.